# شاتیوازا
شاتیوازا (انگلیسی: Shattiwaza; ۱ ژانویهٔ ۱۴۰۰ – ۱ ژانویهٔ ۱۴۰۰) به‌طور متناوب به عنوان کورتیوازا یا ماتیوازا شناخته می‌شود، پادشاه هوری‌ها در پادشاهی میتانی در قرن چهاردهم قبل از میلاد بود.